# Mémé Thorne
Mémé Thorne es una actriz y coreógrafa asiática-australiana, más conocida por interpretar a Sunny Rodriguez en la serie australiana Above the Law.

## Biografía
Mémé comenzó su carrera en 1980 con el International Research Theatre Group Kiss en los Países Bajos. En 1983 regresó a Australia.
Entre 1990 y 1991, estudió en Japón con Tadashi Suzuki de la compañía Suzuki Company of Toga (Scot), convirtiéndose en profesora acreditada del Suzuki Method of Actor Training.

## Carrera
Meme ha trabajado en numerosas obras de teatro; alguna de ellas son Whispers in the Heart, The Refugee, Drunken Boat, The Measure, Fright, Idol, Heaven-it's Not Just for Angels, The Art of Rubber, Plane Truth, Sit.com y Frontier Stories, entre otras.
En 1979 interpretó a Anna en la película The Plumber.
En 1985 obtuvo un pequeño papel en la película de aventura y drama Robbery Under Arms protagonizada por Sam Neill.
Entre 1998 y 1999 apareció en la película Threaded y participó como invitada en las series Wildside y Murder Call, donde interpretó a Penny Whittaker.
En 2000 interpretó al elenco de la serie Above The Law, donde interpretó a la ama de llaves Sunny Rodriguez. En 2001 apareció por primera vez en la aclamada serie australiana All Saints, donde obtuvo el pequeño papel de Sue Meyers, posteriormente regresó en 2004 ahora interpretando a Mrs. Wong en el episodio "Life after Death".
En 2010 se unió como personaje invitado a la aclamada serie australiana Home and Away, donde interpretó a Lijuan Johnson hasta el 29 de junio del mismo año.

## Filmografía
Series de televisión
| Año         | Serie         | Personaje                | Notas                                |
| ----------- | ------------- | ------------------------ | ------------------------------------ |
| 2010        | a gURLs wURLd | Mrs. Chang               | episodio # 1.20                      |
| 2010        | Home and Away | Lijuan Johnson           | 9 episodios                          |
| 2004        | Love My Way   | Arvi                     | episodio "Don't Tell Me Your Dreams" |
| 2001 - 2004 | All Saints    | Mrs. Wong                | 2 episodios                          |
| 2000        | Above The Law | Sunny Rodriguez          | 35 episodios                         |
| 1998        | Murder Call   | Penny Whittaker          | episodio "Murder in Reverse"         |
| 1998        | Wildside      | Psiquiatra de la Policía | episodio # 1.22                      |

Películas
| Año  | Serie              | Personaje | Notas |
| ---- | ------------------ | --------- | ----- |
| 1999 | Threaded           | Angela    | -     |
| 1985 | Robbery Under Arms | -         | -     |
| 1979 | The Plumber        | Anna      | -     |

Teatro
| Año         | Obra               | Personaje         | Director (a)     | Teatro                 |
| ----------- | ------------------ | ----------------- | ---------------- | ---------------------- |
| 2004        | Empress of China   | Tzu-hsi           | -                | Belvoir Street Theatre |
| 2003        | Songket            | -                 | Ros Horin        | Griffin Theatre        |
| 2002        | Salome             | Salome & Herodias | Jean-Pierre Voos | Tropicline Theatre     |
| 1999        | The Spider Witch   | -                 | Jean Pierre Voos | -                      |
| 1997 - 1998 | Nobody's Daughter  | -                 | Don Mamouney     | -                      |
| 1995 - 1996 | Burying Mother     | -                 | -                | Belvoir Street Theatre |
| 1994        | Flossing The Bride | -                 | -                | -                      |
| 1980        | Kiss               | -                 | Jean Pierre Voos | -                      |